# 保力溪
保力溪位於台灣南部，為一縣市管河川，幹流長度20.70公里，流域面積105.23平方公里，分佈於屏東縣西南部，包含車城鄉南部、恆春鎮北部及牡丹鄉南端。主流（最長河道）上游為大石溪，發源於標高592公尺之四林格山西側，向西南流經竹社後轉西流，與另一支流竹社溪合流後，始稱保力溪。本流轉向西南流，至大埔轉向西流，經保力、射寮，於新街注入台灣海峽。

## 水系主要河川

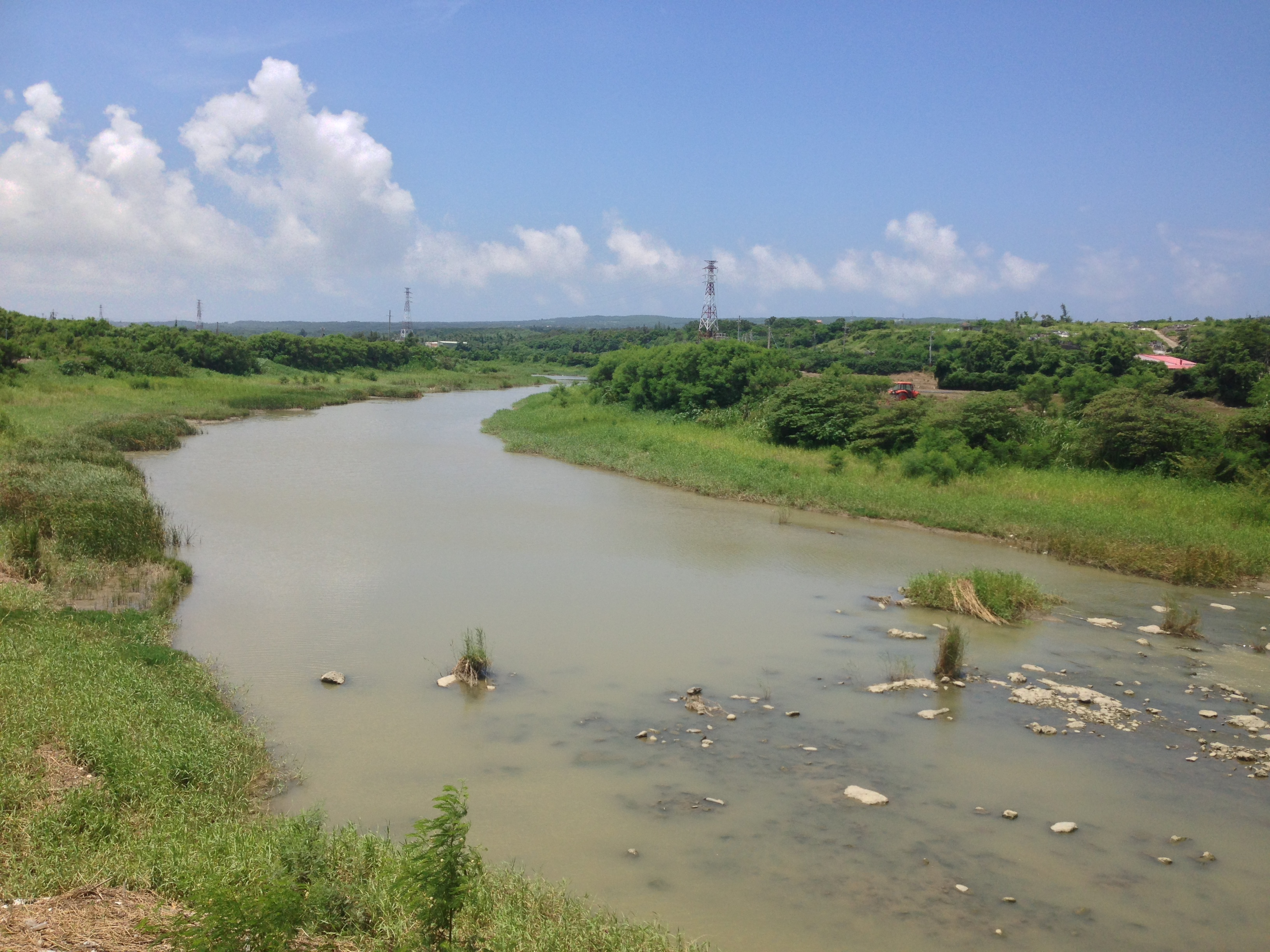
網紗溪

- 保力溪：屏東縣車城鄉、恆春鎮、牡丹鄉
  - 網紗溪：車城鄉、恆春鎮
  - 竹社溪：車城鄉
  - 大石溪：車城鄉、牡丹鄉